# Allegra
Allegra ist ein italienischer weiblicher Vorname. Er bedeutet „Die Fröhliche“. Der Vorname Allegra ist in Italien und den Vereinigten Staaten sehr beliebt.

## Varianten
Allegrina ist ein Diminutiv des Namens. Die männliche Form des Vornamens ist Allegro (Allegrino).

## Namensträger
- Allegra Byron (1817–1822), Tochter von Claire Clairmont und George Gordon Byron
- Allegra Curtis (* 1966), US-amerikanische Schauspielerin
- Allegra Edwards (* 1987), US-amerikanische Schauspielerin
- Allegra Tinnefeld (* 2005), österreichische Geigerin, Sängerin und Schauspielerin
- Allegra Versace (* 1986), italienische Unternehmerin